# خافي خيمينيز
خافي خيمينيز (بالإسبانية: Javier Jiménez Camarero) هو لاعب كرة قدم إسباني في مركز حراسة المرمى، ولد في 8 يونيو 1987 في لوغرونيو في إسبانيا. لعب مع ريال بلد الوليد وريال مورسيا ونادي ألكوركون ونادي إلتشي ونادي ليفانتي.

## وصلات خارجية
- خافي خيمينيز على موقع قاعدة بيانات كرة القدم.إي يو (الإنجليزية)
- خافي خيمينيز على موقع Soccerbase.com (لاعب) (الإنجليزية)
- خافي خيمينيز على موقع Soccerway.com (الإنجليزية)
- خافي خيمينيز على موقع AS.com (الإسبانية)